# Jean-Baptiste Deshayes
Pour les articles homonymes, voir Deshayes.
Jean-Baptiste Deshayes né à Maubeuge, le 12 mars 1774 - tué à la bataille de Dresde, le 26 août 1813 était un militaire français.

## Biographie
- 15 août 1792 : sergent au bataillon de chasseurs du Hainaut.
- 9 mars 1793 : sergent-major.
- 29 juin 1793 : sous-lieutenant.
- 1er septembre 1793 : se distingue lors d'une escarmouche au Bois du Tilleul ou, avec 8 hommes, il prend une redoute tenue par 30 grenadiers hollandais.
- 29 avril 1794 : blessé lors du blocus de Maubeuge.
- 15 décembre 1794 : à la 32e demi-brigade légère.
- 10 avril 1796 : à la 17e demi-brigade légère.
- 5 août 1796 : se distingue dans le nord de l'Italie ou, avec 8 hommes, il capture un convoi autrichien après avoir suscité la panique parmi l'escorte de hussards.
- 4 décembre 1796 : se distingue lors d'une escarmouche à Cadinetto.
- 14 janvier 1797 : se distingue lors de la bataille de Rivoli.
- 5 avril 1799 : capitaine.
- 20 juin 1799 : capturé par les russes lors d'un affrontement à San Jullano.
- octobre 1799 : libéré sur parole.
- 14 juin 1804 : chevalier de la Légion d'Honneur.
- 1er mai 1806 : capitaine – Chasseurs à Pied de la Garde Impériale. Combat en Prusse et en Pologne.
- 14 mai 1807 : officier de la Légion d'Honneur.
- 10 juin 1807 : blessé à Heilsberg.
- 14 juin 1807 : blessé à Friedland.
- 12 mars 1808 : chef de bataillon.
- 21 décembre 1808 : Chevalier d'Empire.
- 1809 : en Autriche.
- 5 juin 1809 : Major.
- 15 mars 1810 : Baron d'Empire.
- 30 décembre 1810 : Colonel au 2e régiment de Tirailleurs-Chasseurs de la Garde Impériale.
- Le 30 décembre 1810, ce régiment devient le 2e Voltigeurs.
- 1812 : en Russie.
- 1813 : en Saxe.
- 8 avril 1813 : colonel du 2e régiment de Chasseurs à Pied de la Garde Impériale.
- 8 avril 1813 : Commandeur de la Légion d'Honneur.
- 16 août 1813 : Ordre de la Couronne de Fer.